# Julien Gustave Gagliardini
Julien Gustave Gagliardini, pseudonyme de Julien Gustave Gaillardin, né à Mulhouse le 1er mars 1846 et mort à Paris 18e le 28 novembre 1927, est un peintre et graveur français.

## Biographie
Gagliardini est abord l'élève du peintre d'histoire Claude Soulary, puis il entre dans l'atelier de Léon Cogniet à l'École des beaux-arts de Paris. Il s'oriente alors vers la peinture de figures. Il débute au Salon de 1869 avec des portraits et des scènes de genre. 
Il abandonne les sujets historiques au profit du paysage auquel il se consacre à partir des années 1880, représentant surtout des sites d'Auvergne et du Midi, ses sujets de prédilection jusqu'à la fin de sa vie. 
Il bénéficie de plusieurs achats de l'État (Coup de midi, Provence 1880, Plein midi, Auvergne 1891, À Venise 1913) et obtient une mention honorable en 1883, une médaille de troisième classe en 1884, une médaille de deuxième classe en 1886, une médaille d'argent à l'Exposition universelle de 1889 et une médaille d'or à l'Exposition universelle de 1900. Il est nommé chevalier de la Légion d'honneur en 1893.

## Collections publiques
- Port de Cassis, Musée Hèbre de Rochefort (17) (inv. n°83)
- Rue dans un village, huile sur toile, 27 x 21 cm. Nemours, Château-Musée, 2020.0.440
- Crépuscule, femme dans un pré à la tombée du jour, huile sur toile, musée d'Évreux
- Paysage, musée des beaux-arts de Marseille[5]
- Le quai marchand à Toulon, musée d'Art moderne André Malraux, Le Havre[6]
- Paysage à Laguépie, musée Baron Gérard de Bayeux[7]
- Village au bord de la Méditerranée, musée Gassendi, Digne-les-Bains
- Une aire en Provence, plein Août, musée des Beaux-Arts de Draguignan

Œuvres de Julien Gustave Gagliardini
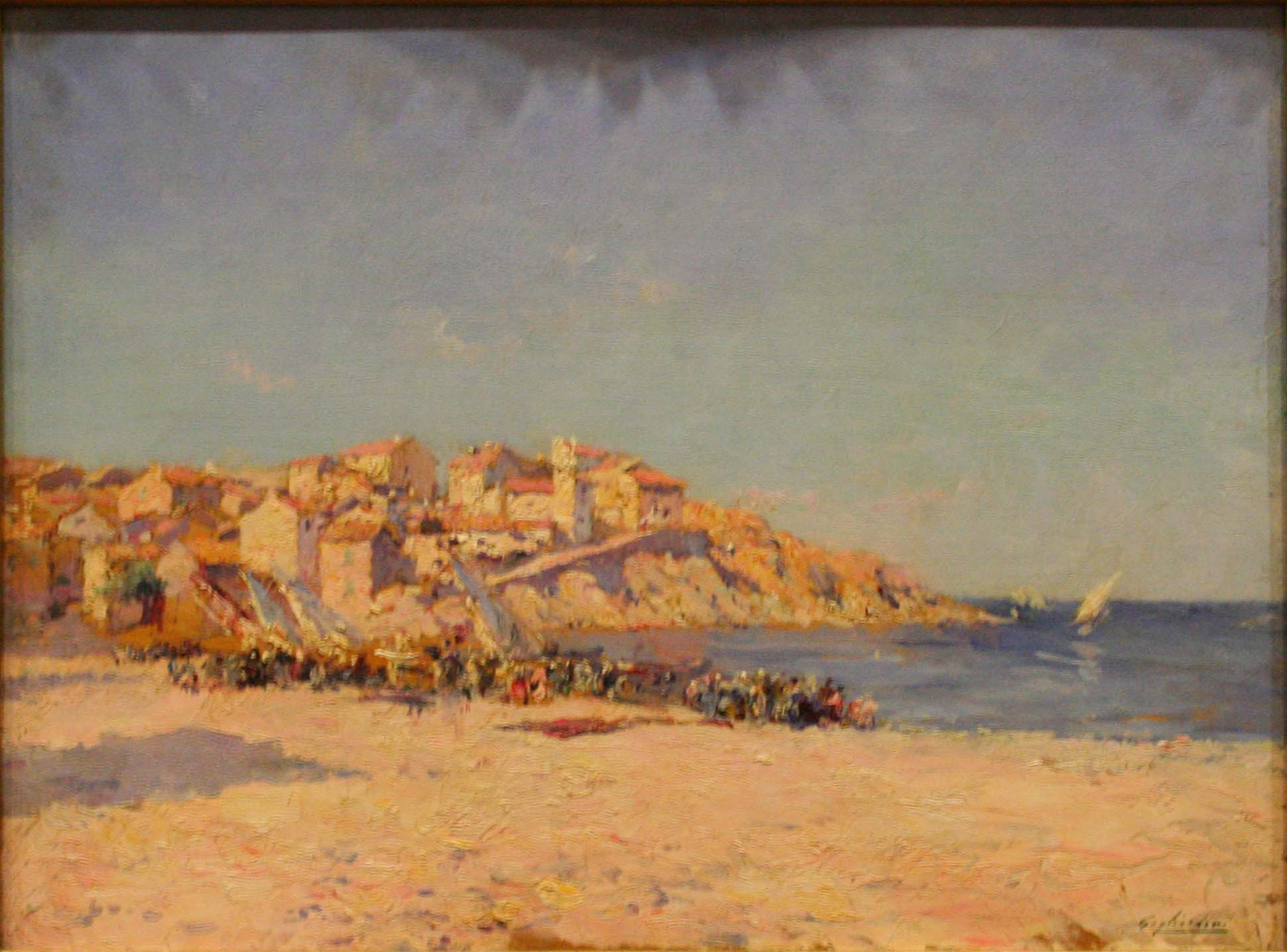
Village au bord de la méditerranée, musée Gassendi, Digne-les-Bains
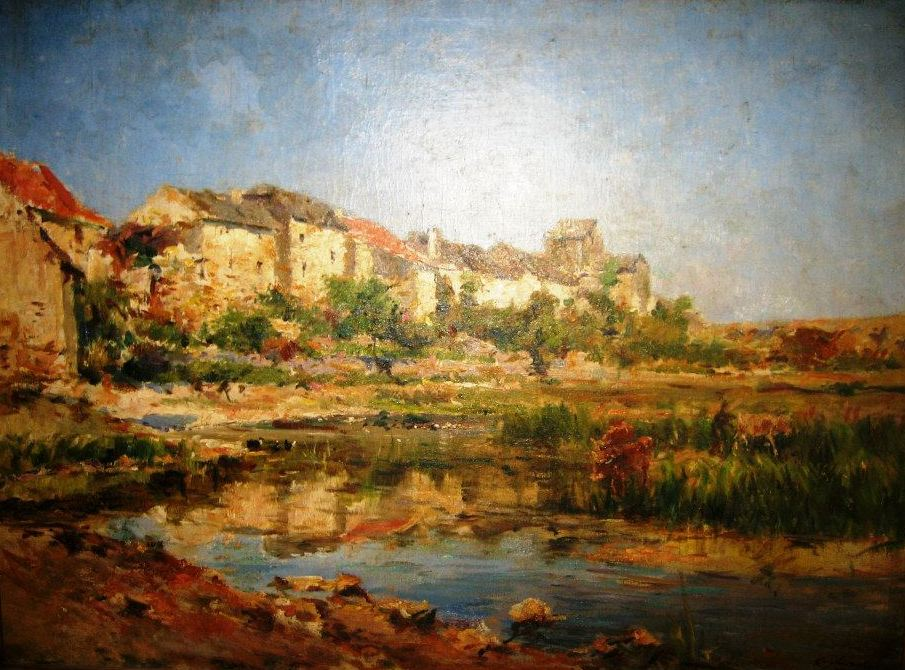
Circourt, Museu Antônio Parreiras Rio de Janeiro